# اسکادران شکاری ۱۱

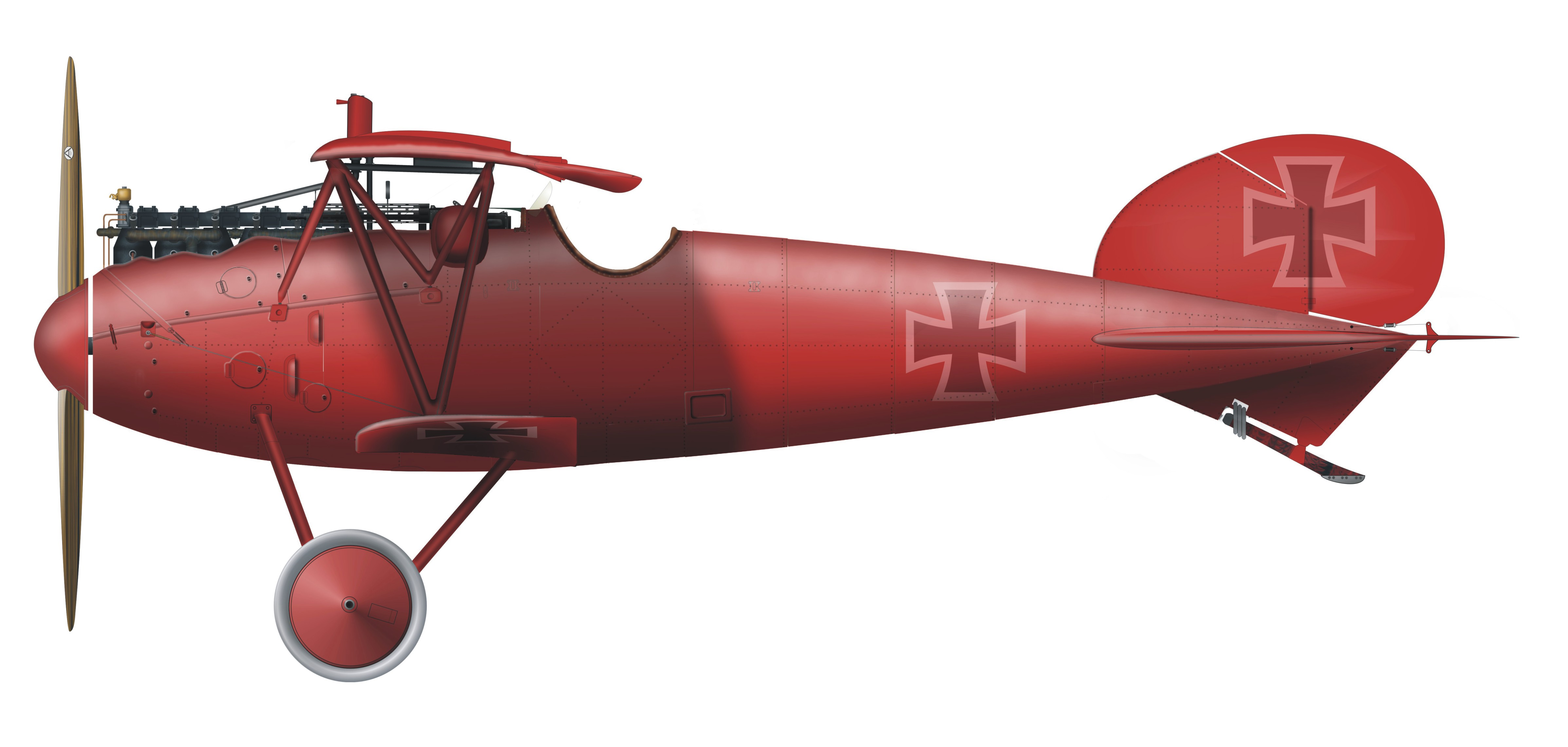
آلباتروس دی وی (فون ریختوفن)

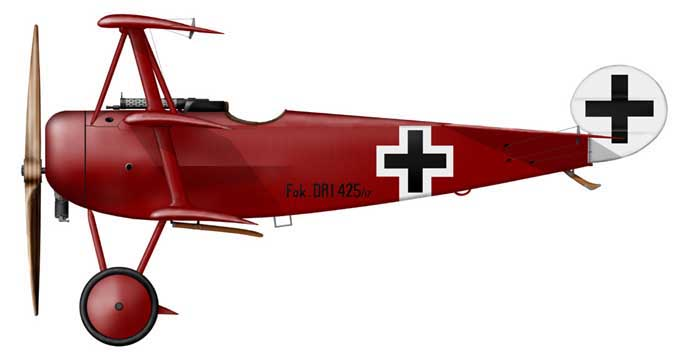
فوکر دکتر I (فون ریختوفن)

جاستا ۱۱ (به انگلیسی: Royal Prussian Jagdstaffel 11) که با نام اسکادران رزمی شماره ۱۱ نیز شناخته می‌شود، در ۲۸ سپتامبر ۱۹۱۶ از عناصر مختلف ارتش چهارم آلمان تشکیل شد. این رکن با ترکیب عناصر ۱، ۲ و ۳ در ۱۱ اکتبر به عنوان بخشی از نیروی هوایی آلمان شکل گرفت. این اسکادران به موفق‌ترین اسکادران جنگنده در لوفت‌اشترایت‌کرفته تبدیل شد.